# 白行简

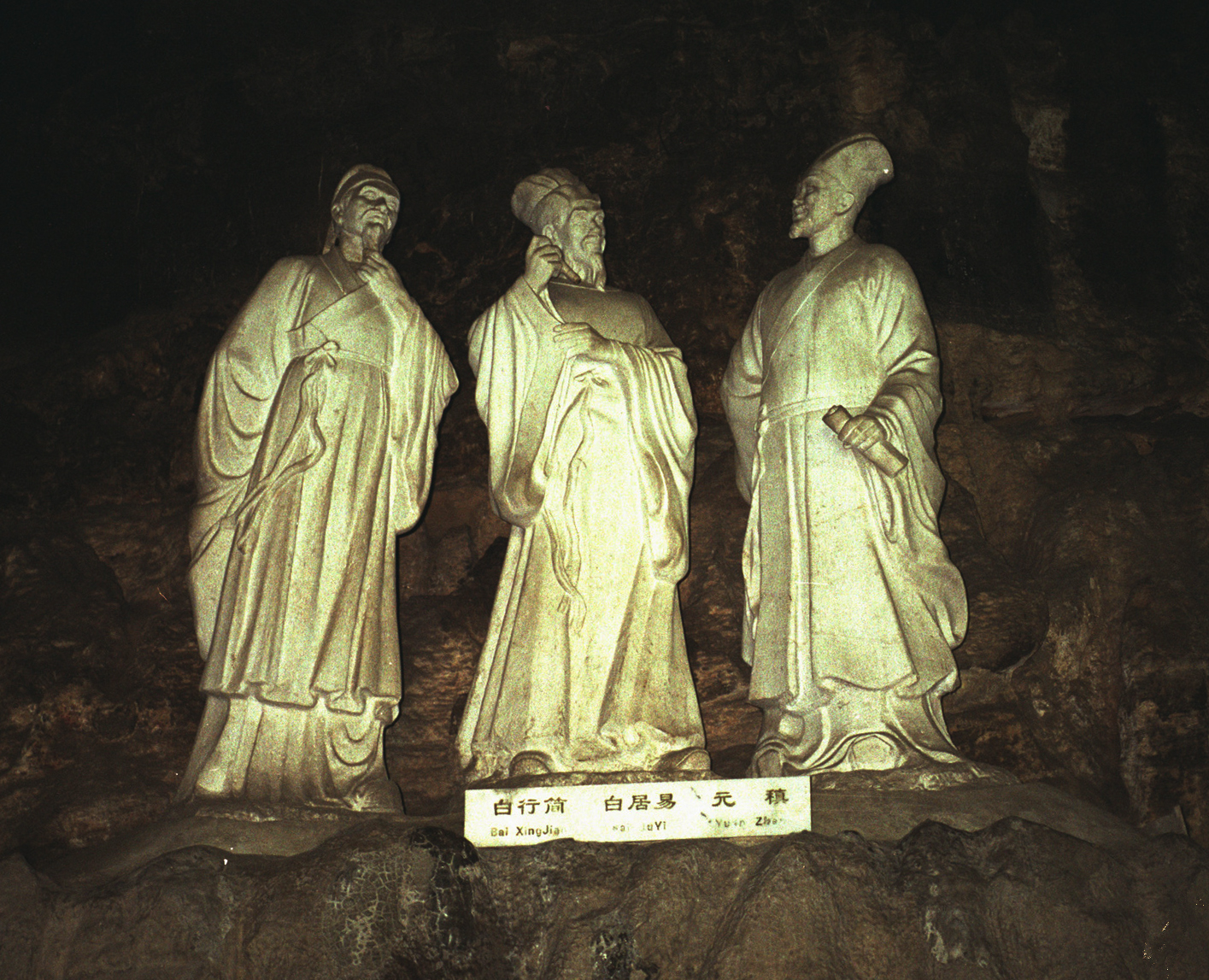
宜昌市三游洞内三诗人的石像，左為白行簡、中為白居易、右為元稹

白行简（776年—826年），字知退，太原人，唐代文学家。著名文学家白居易之弟。元和二年（807）进士，授秘书省校书郎，累迁司门员外郎，主客郎中，又曾任度支郎中，膳部郎中等职。白行简以写作传奇著称，有《李娃传》等名篇。着有文集10卷，文辞简易，有其兄风格。

## 生平
白行简为贞元末年（805年）的进士，授秘書省校書郎。
元和13年（818年），白居易被貶為江州（今江西省九江市）司馬，白行簡與白居易在江州相聚。當白居易被任命為忠州刺史時，白行簡也一同與兄長溯江而上。
元和14年（819年），在前往忠州之途，白行简、白居易和元稹三人在夷陵黃牛峽相会，同游长江西陵峡三游洞，吟诗作赋，被稱為「三游洞摩崖」。現時宜昌市三游洞内有白行简、白居易和元稹三诗人的石像。
白行簡後來又隨白居易入朝，先後出任左拾遺、司門員外郎、主客郎中等職。

## 著作
白行简文笔优美，著有《李娃传》、《三梦记》等唐人传奇。《李娃传》因著录于《太平广记》而得以流传至今。白行简所作《天地阴阳交欢大乐赋》由法国汉学家伯希和从敦煌石窟发现，带回巴黎；後又经荷兰外交家高罗佩翻译成英文，名聞世界。另有名篇《濾水羅賦》。《李娃传》有弗兰兹·库恩翻譯的德文译本。
诗七首：《春从何处来》、《贡院楼北新栽小松》、《金在》、《归马华山》、《夫子鼓琴得其人》、《李都尉重阳日得苏属国书》、《在巴南望郡南山呈乐天》。《全唐诗》卷四六六著录，其中《文苑英华》卷一八六、一八七、一八九收省试诗三首。